# Rusayl
Rusayl (in arabo الرسيل) è una città che fa parte del Governatorato di Muscat, situato nel nord-est dell'Oman a 45 km dalla capitale Muscat.
Qui ha sede l'azienda di profumeria Amouage, che fa parte di un'area industriale che comprende circa 300 aziende chiamata Rusayl Industrial Estate.